# Telče
Telče is een plaats in Slovenië en maakt deel uit van de gemeente Sevnica in de NUTS-3-regio Spodnjeposavska. De plaats telde 74 inwoners op 1 januari 2020.

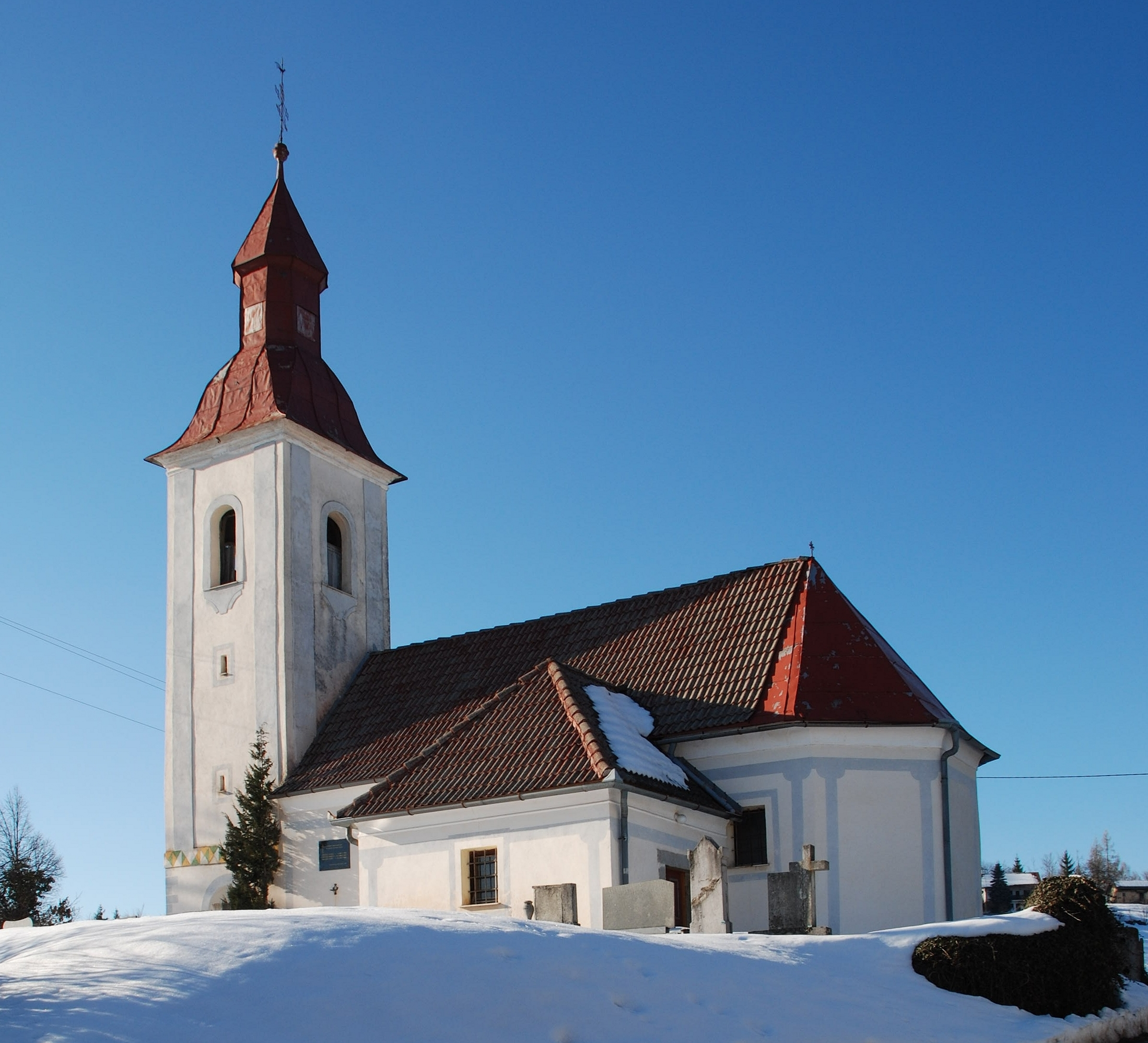
Kerk van Telče
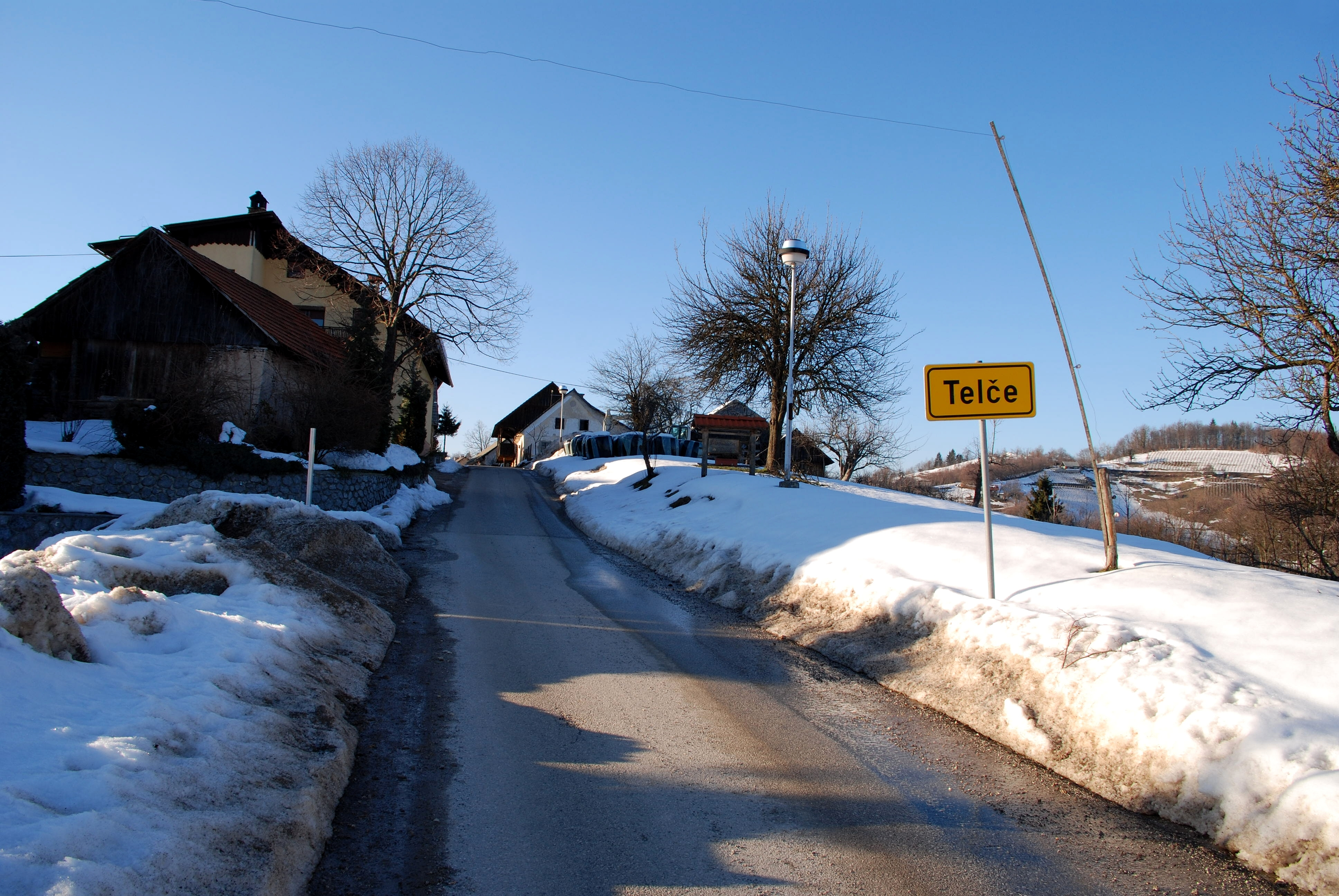
Telče gezien vanuit het zuidoosten